# Pilar Uribes
Pilar Uribes (Horta, València, ? - 1993) fou una mestra, comunista i exiliada valenciana.
Formava part d'una família amb un alt compromís polític. Estudià batxiller a l'Institut Lluís Vives i després Magisteri. El 1937 ingressà a les Joventuts Socialistes Unificades (JSU). El 1938 fou comissària de la Federació Universitària Espanyola (FUE) i va participar en la creació de les milícies de la cultura. Col·laborà en les colònies infantils i va mantenir el contacte entre rereguarda i front. El 23 de març de 1939 va passar a França, on fou internada en el camp de Clermont-Ferrand. Més tard, amb altres membres del Partit Comunista, es va traslladar a l'URSS.
Va estar treballant en “Cases de xiquets” fins al 1945. Després, a l'editorial Progreso i a l'Institut d'Idiomes estrangers. Tornà a la mort de Franco igual que el seu germà Venancio (mort en maig de 1993). Es va incorporar al seu lloc de mestra a l'Escola graduada d'El Saler fins a la jubilació. A València, va mantenir relació amb la FUE, amb els seus companys de l'URSS i de professió.